# 倫歇爾 (明尼蘇達州)
倫歇爾（英語：Wrenshall）是一個位於美國明尼蘇達州卡爾頓縣的城市。

## 人口
根據2020年美國人口普查的數據，倫歇爾的面積為3.86平方千米，當中陸地面積為3.86平方千米，而水域面積為0.00平方千米。當地共有人口428人，而人口密度為每平方千米111人。